# Megatarsodes baltealis
Megatarsodes baltealis är en fjärilsart som beskrevs av Paul Mabille 1881. Megatarsodes baltealis ingår i släktet Megatarsodes och familjen Crambidae. Inga underarter finns listade i Catalogue of Life.